# Gomoła

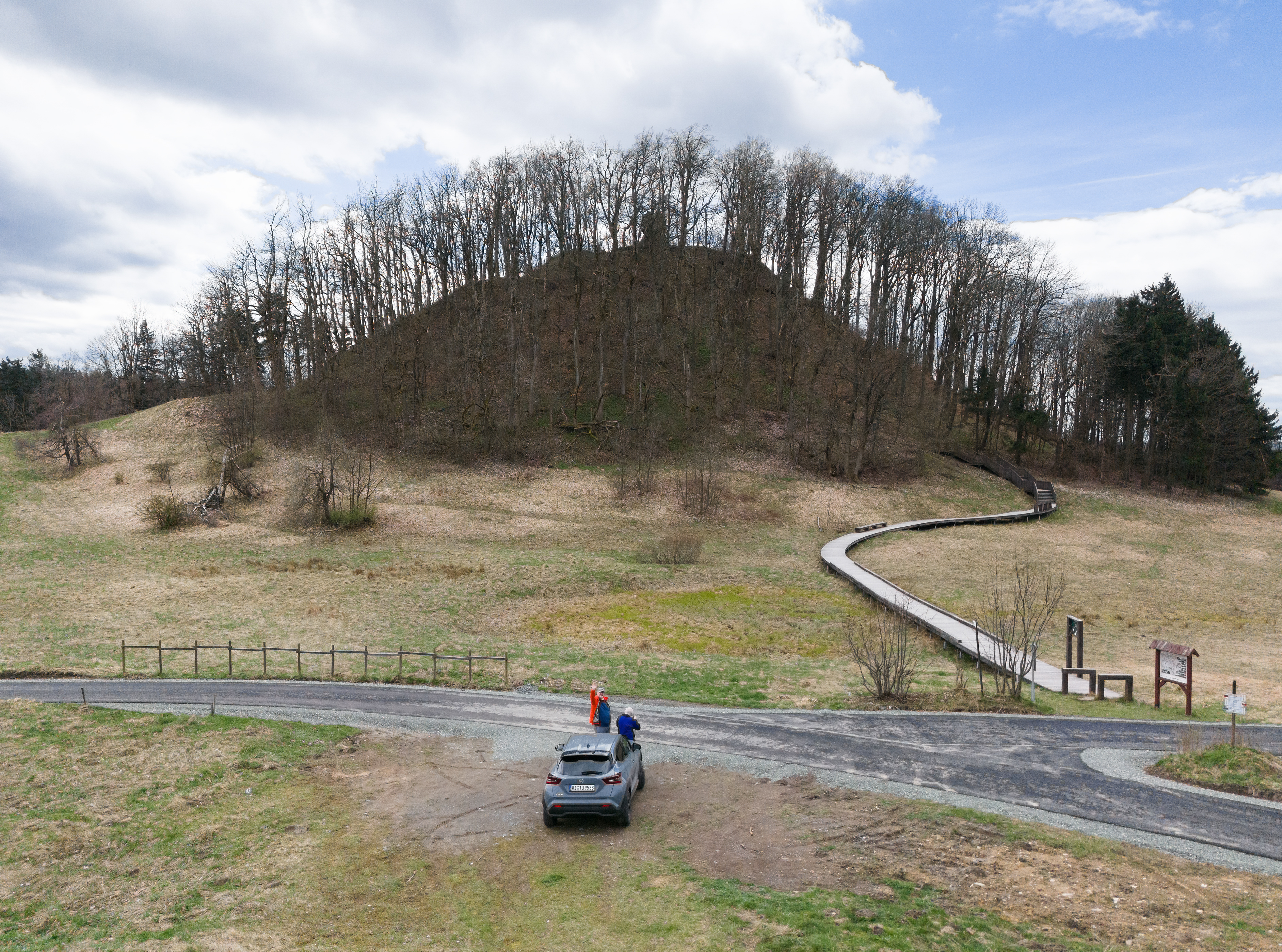
Gomoła od północnego wschodu

Gomoła (także: Gomola, Homola; niem. Hummel) – wzniesienie we Wzgórzach Lewińskich, kilkaset metrów na północny zachód od Przełęczy Polskie Wrota.

## Położenie i opis
Gomoła leży we wschodniej części Wzgórz Lewińskich, zbudowana jest z piaskowców, porasta ją mieszany las bukowo-świerkowy. Ma postać odosobnionej kulminacji, lekko wydłużonej równoleżnikowo, o stromych zboczach. Od północy widoczna jako niewysoki (około 30 m wysokości względnej) pagórek na wierzchowinie Wzgórz Lewińskich; od południa opada ku Przełęczy Polskie Wrota i głęboko wciętej Homolskiej Dolinie - od tej strony wysokość względna wynosi około 100 metrów. U północnego podnóża Gomoły leży Bukowy Stawek.
Szczyt jest szerzej znany z uwagi na znajdujące się na nim ruiny Zamku Homole.

## Szlaki turystyczne
Przez Gomołę przechodzą następujące szlaki turystyczne:
- – Gomoła – Bukowy Stawek – Ludowe – Przełęcz Polskie Wrota – Lewin Kłodzki – Przełęcz Lewińska
- u północnego podnóża góry przebiega  Główny Szlak Sudecki – Kudowa-Zdrój – Dańczów – Przełęcz Lewińska – Przełęcz pod Grodźcem – Bukowy Stawek – Ludowe – Duszniki-Zdrój – Jamrozowa Polana – Kozia Hala – Podgórze PL/CZ – Sołtysia Kopa – Zieleniec – Lasówka – Schronisko PTTK „Jagodna” (Przełęcz Spalona) – Ponikwa – Długopole-Zdrój[1].